# Rdzeń magnetyczny

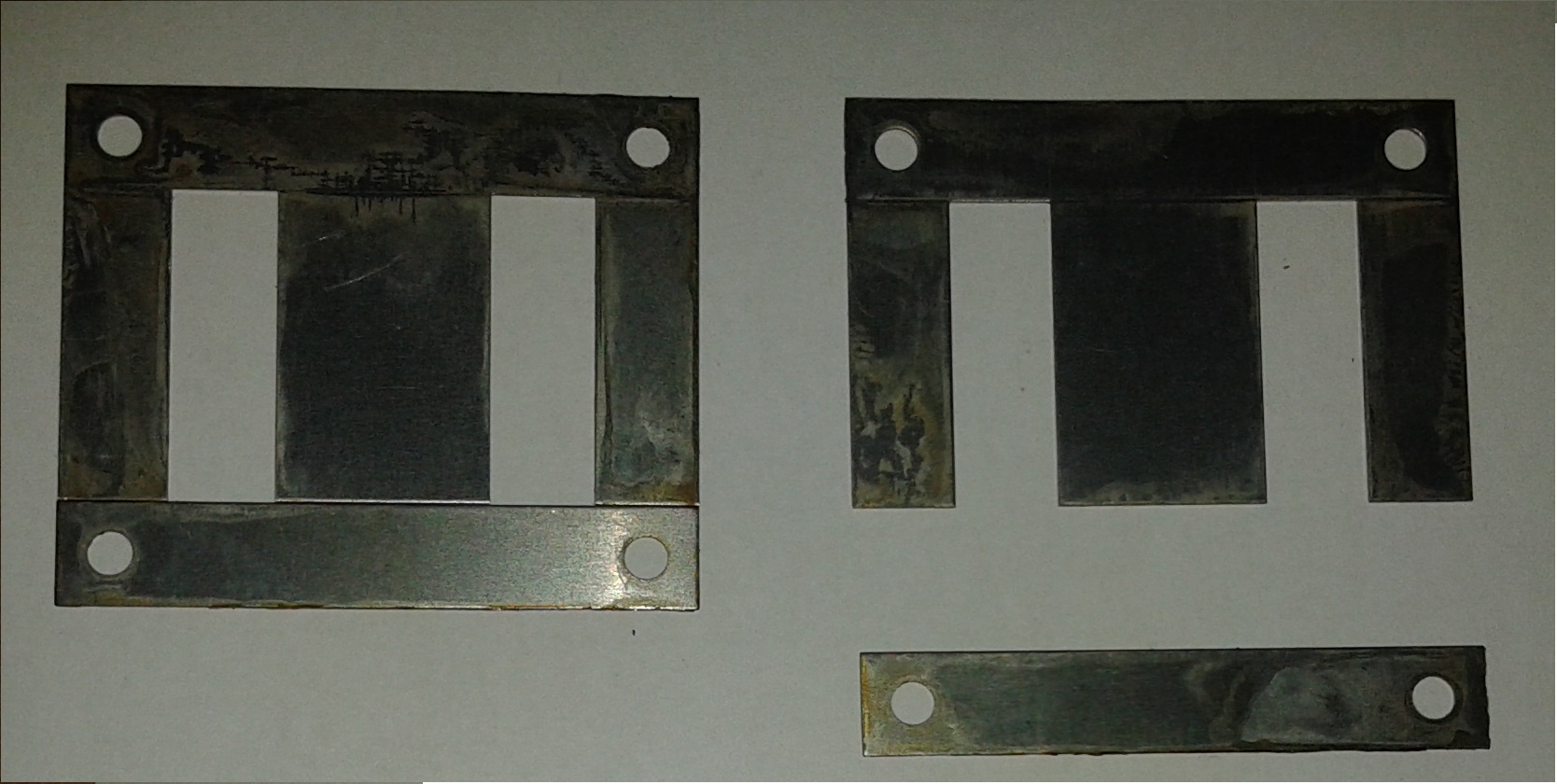
Pojedyncza kształtka (typu EI) z ich pakietu tworzącego rdzeń transformatora małej mocy

Rdzeń magnetyczny, rdzeń ferromagnetyczny – wykonana z materiału ferromagnetycznego część obwodu magnetycznego; termin ten jest często stosowany jako synonim magnetowodu. Rdzenie magnetyczne występują w transformatorach, silnikach elektrycznych, prądnicach, dławikach, elektromagnesach, przekaźnikach i wielu innych urządzeniach.
Rdzenie magnetyczne wykonane z materiałów o dużej przenikalności magnetycznej pozwalają na koncentrację i ukierunkowanie strumienia magnetycznego w sposób umożliwiający ograniczenie strat strumienia związanych z jego rozproszeniem. 